# メルド・グンカル県
メルド・グンカル県（メルド・グンカルけん）は中華人民共和国チベット自治区ラサ市の県の一つ。県名はチベット語で「メルド（ナーガの王）の住まう白き中央」を意味する。ラサ川の中上流に位置する。メト・コンカル、メドグンカルとも。県政府所在地は工卡鎮。

## 行政区画
1鎮、7郷を管轄：
- 鎮：工卡鎮
- 郷：扎雪郷、門巴郷、扎西崗郷、日多郷、尼瑪江熱郷、甲瑪郷、唐加郷

## 交通

### 道路

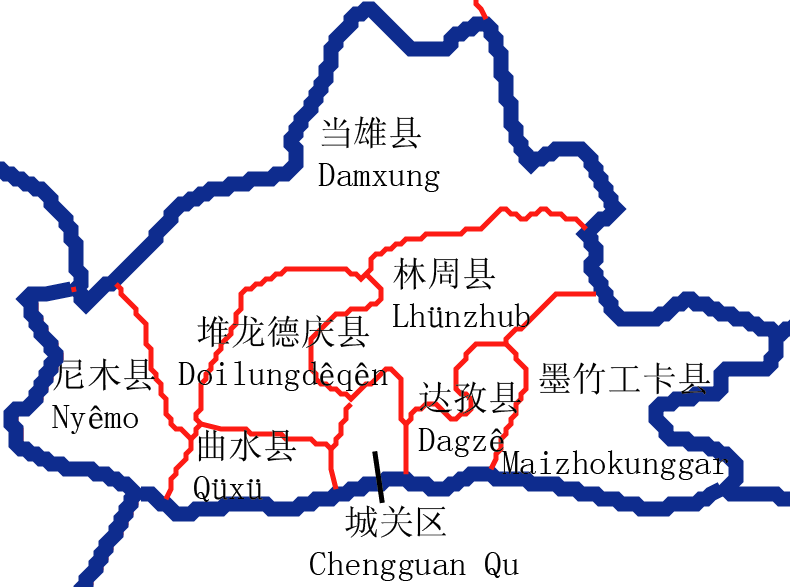
ラサ市の行政区画

- 高速道路
  -  雅葉高速道路（中国語版）
- 国道
  - G318国道